# Чухна

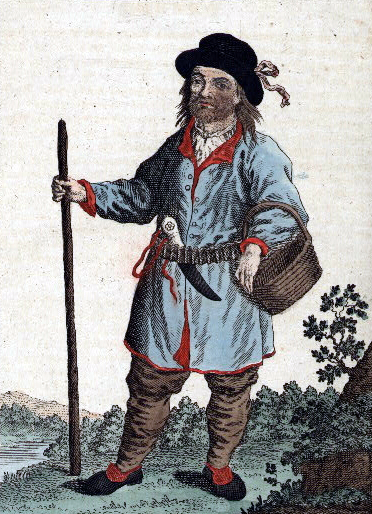
Чухонський чоловік

Чухна, чухонці ― застарілий етнонім балтійсько-фінських народів у новгородських землях (весь, сету, іжора, ліввіки, фіни, естонці та інші). 
Вперше згадується у Псковському другому літописі під 1444 роком у формі «чухно». Пізніше, у Російській імперії ― народна назва карело-фінського населення околиць Петербурга, в основному інгерманландських фінів.

## Етимологія
Згідно зі словником Фасмера, слово утворено від етноніма «чудь» шляхом додавання експресивного суфікса «-хно» (за аналогією з власними іменами «Михно» ― «Михаїл», «Яхно» ― «Яков», «Дахно» ― «Даніїл», «Махно» ― «Максим», «Івахно» ― «Іван»).

## Опис
Етнонім вживався в офіційних документах імперії, та єдиної форми не було, оскільки слово «чудь» могло позначати різні групи: фіни і чудь могли бути синонімами, але могли і розбиватися на «чудь у широкому розумінні» і «карелів», при цьому перша група ділилася на «чудь/чухарів у вузькому розумінні» й водь/естів ― «чухну». За Леонідом Вискочковим, «водь» ― це «чудь». 
Від терміна походить «Чухляндія» ― місце, де живуть фіни. О. С. Пушкін в листуванні з А. А. Дельвіг називав Чухляндією Петербурзьку губернію (за іншими даними саме місто Петербург).

Уздовж багнистих берегів
Там хат похилих ряд чорнів,
Притулок бідного чухонця, ...
— Олександр Пушкін Мідний вершник
 Близько знайомий із Пушкіним В. І. Даль у своєму тлумачному словнику визначає слово як петербурзьке прізвисько приміських фінів. Зацікавившись етнографією чухонців, В. І. Даль написав нарис «чухонці у Пітері». У ньому він зазначив зокрема, що чухонки складають більшість кухарок, але чухонців не знайти ні серед в'язнів, ні серед рознощиків і особливо підкреслює чесність цього народу. 
В. І. Даль у своїй статті відзначав, що «чухонів аж ніяк не можна назвати п'яницями, та ж навпаки, народом вельми тверезим».